# Pap (település)
Pap község Szabolcs-Szatmár-Bereg vármegyében, a Kisvárdai járásban.

## Fekvése
A vármegye és egyben a Nyírség északkeleti részén fekszik, Kisvárda keleti szomszédjában, attól mintegy 4 kilométerre. A környező egyéb települések közül Nyírlövő 5, Jéke 8,5, Kékcse 12,5, Lövőpetri 9, Tornyospálca 16 kilométer távolságra található.

### Megközelítése
Csak közúton közelíthető meg, Kisvárda vagy Aranyosapáti felől, a 4109-es úton. Határszélét északon, egy rövid szakaszon érinti még a 4111-es út is.
Az ország távolabbi részei felől a 4-es főútról érhető el a legegyszerűbben, kisvárdai letéréssel.

## Története
Pap település és környéke már a bronzkorban is lakott hely volt, amit az itt talált leletek nagy száma bizonyít. Nevét az oklevelekben már IV. László király korában (1272 és 1290 körül) is említették Terra Pop néven. A zsélyi levéltár okiratában már 1435-ben a mai nevén írták. 1458-ban a Várday család volt a település földesura.
A 18. század végén, a 19. század elején a herceg Esterházy család, báró Horváth család, a Petrovay, Eördögh, Pethő és az Erőss családok birtoka volt. A 20. század elején báró Horváth Ferenc és Orosz György voltak a birtokosai.

## Közélete

### Polgármesterei
- 1990–1994: Poncsák István (független)[3]
- 1994–1998: Szónok Sándor (független)[4]
- 1998–2002: Szónok Sándor (független)[5]
- 2002–2006: Maximovits György (független)[6]
- 2006–2010: Maximovits György (független)[7]
- 2010–2014: Maximovits György (független)[8]
- 2014–2019: Czérna Gábor (független)[9]
- 2019–2022: Kántor Tamás (független)[10]
- 2022–2024: Maximovits György (független)[11]
- 2024– : Kelemen István (független)[1]

A településen 2022. június 26-án időközi polgármester-választást (és képviselő-testületi választást) kellett tartani, mert a korábbi képviselő-testület 2021. augusztus 27-én feloszlatta magát. A választáson a hivatalban lévő polgármester is elindult, de (csekély különbséggel) alulmaradt egyetlen kihívójával szemben.

## Népesség
A település népességének változása:
| Lakosok száma | 1839 | 1861 | 1805 | 1768 | 1705 | 1705 | 1698 |
|               | 2013 | 2014 | 2015 | 2021 | 2022 | 2023 | 2024 |

2001-ben a község lakosságának közel 100%-a magyar nemzetiségűnek vallotta magát.
A 2011-es népszámlálás során a lakosok 92,8%-a magyarnak, 0,3% cigánynak, 0,2% németnek, 0,6% ukránnak mondta magát (7,2% nem nyilatkozott; a kettős identitások miatt a végösszeg nagyobb lehet 100%-nál). A vallási megoszlás a következő volt: római katolikus 19,8%, református 46,2%, görögkatolikus 15,1%, felekezeten kívüli 2,3% (13,4% nem válaszolt).
2022-ben a lakosság 93,3%-a vallotta magát magyarnak, 0,9% ukránnak, 0,6% ruszinnak, 0,4% cigánynak, 0,1-0,1% románnak, szerbnek, szlovénnek, lengyelnek, görögnek, németnek, örménynek és bolgárnak, 2,4% egyéb, nem hazai nemzetiségűnek (6,6% nem nyilatkozott; a kettős identitások miatt a végösszeg nagyobb lehet 100%-nál). Vallásuk szerint 14,2% volt római katolikus, 39,4% református, 13,1% görög katolikus, 1,5% egyéb keresztény, 0,3% ortodox, 3,1% felekezeten kívüli (28% nem válaszolt).

## Nevezetességei

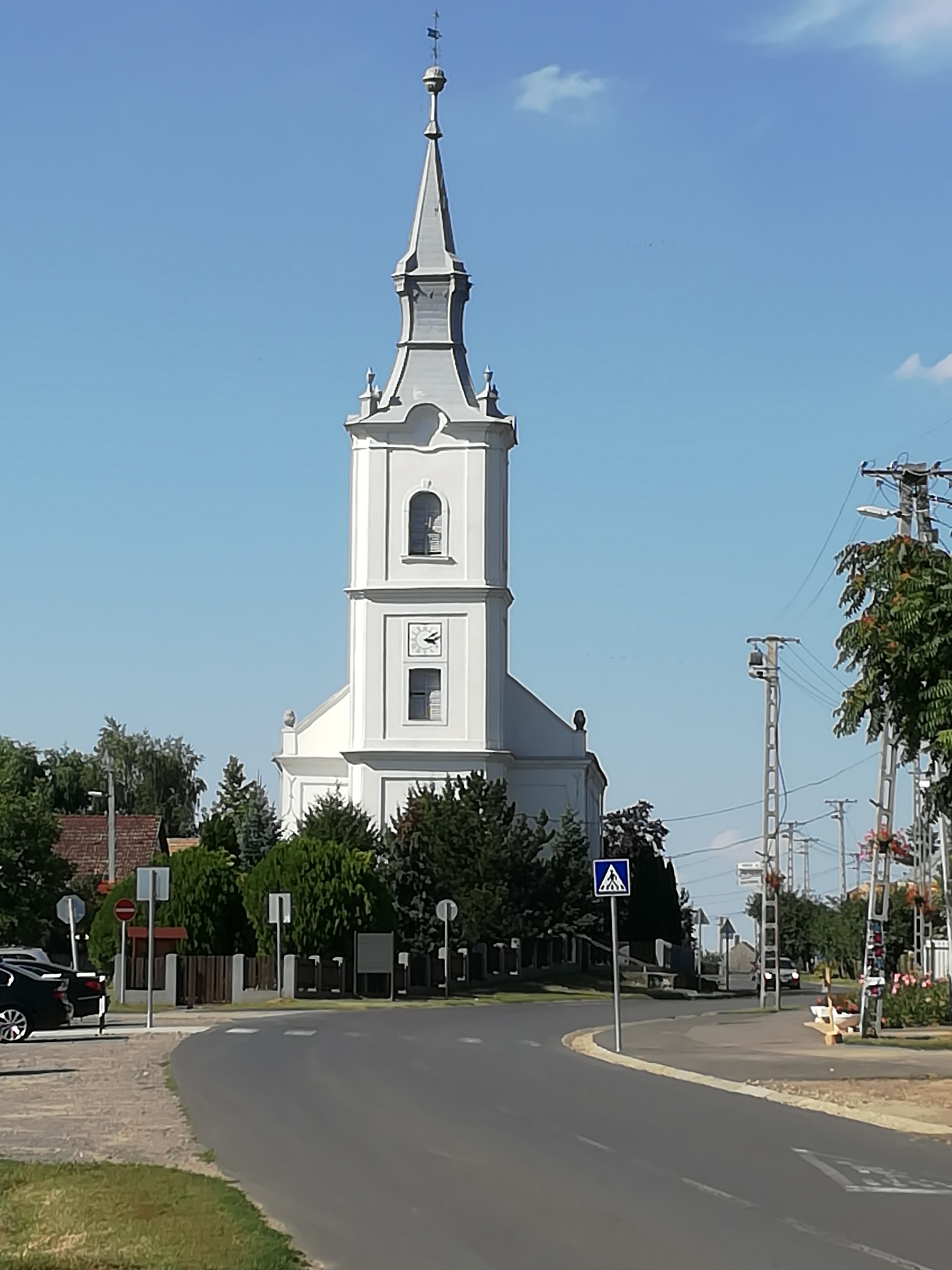
Pap református temploma

- Református temploma - 1776-ban épült.
- Horváth-kastély (lebontották, iskola áll a helyén)
- Olimpia fa (Szomszédvári Olimpia és Fesztivál emlékmű (köztéri szobor) 2014-ben épült) Az Olimpia Fa egy olyan műalkotás, mely 2014. október 10-én került felállításra a Szabolcs- Szatmár- Bereg megyei Pap községben. Témáját tekintve a település kezdeményezéseként elindult Szomszédvári Olimpia és Fesztivál, rendezvénynek állít emléket. Formája egy csonkolt fára emlékeztet, mely zöld levélhajtásokkal hirdeti a megújulást. Az öt kimagasló ág tetején az öt részt vevő település címere látható. A törzskoronában az olimpiai öt karika jelzi a verseny nemességét. Anyagát tekintve, fekete acélcső. Mérete: 3500x3200 cm. Súlya: 645 kg. Készítette: Szanyi Ferenc

## Galéria

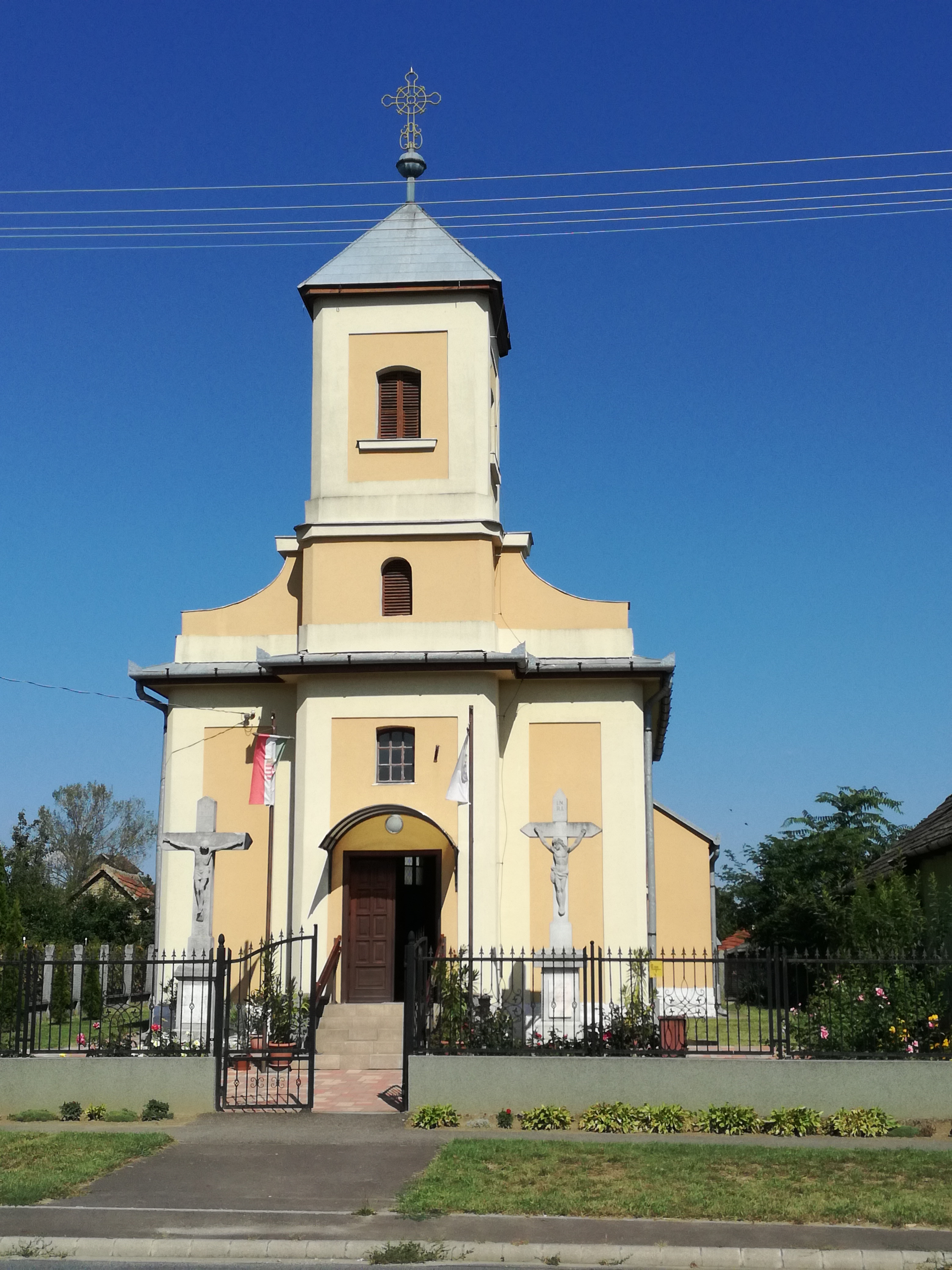
Pap római katolikus temploma
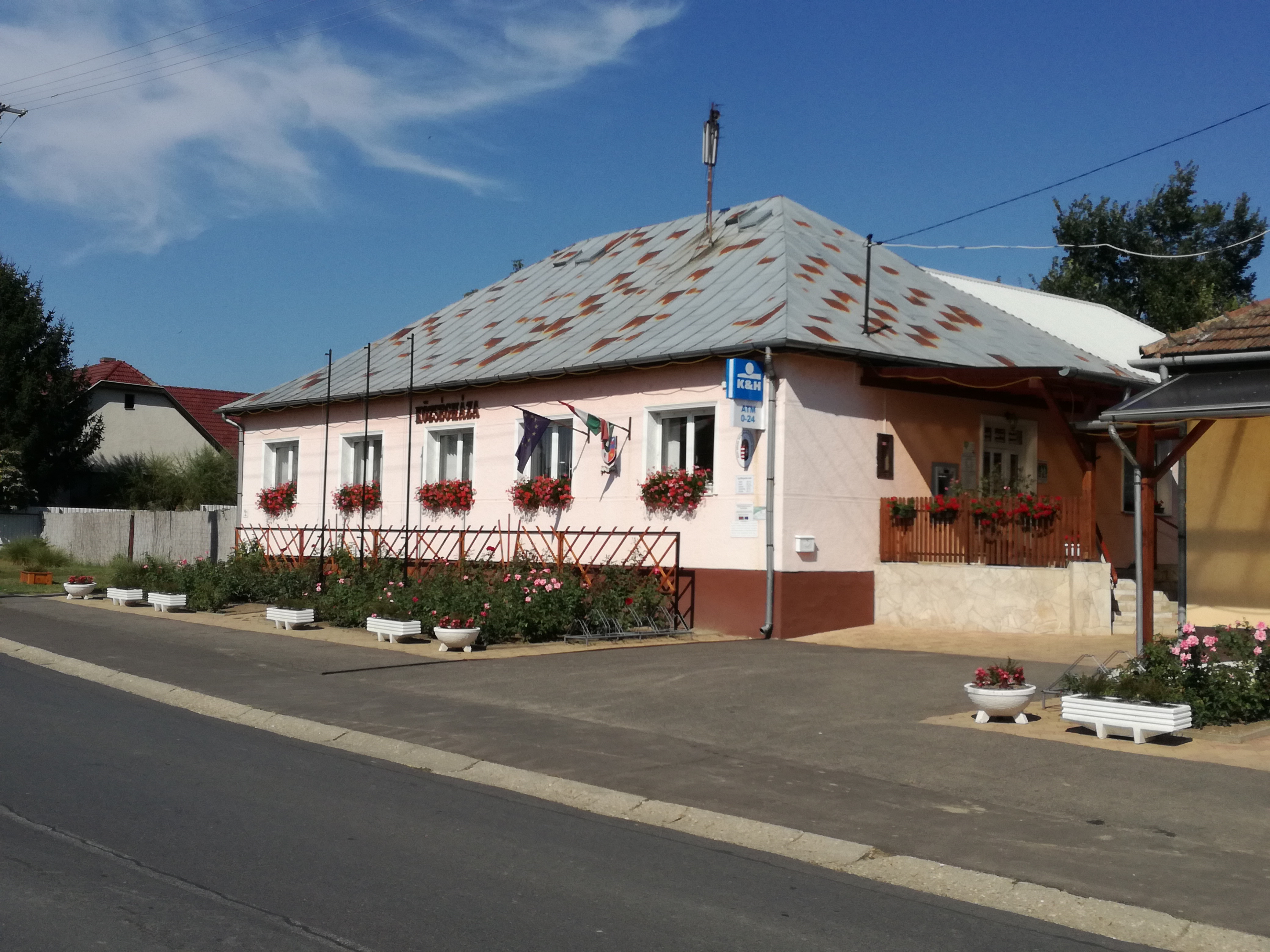
Községháza Papon
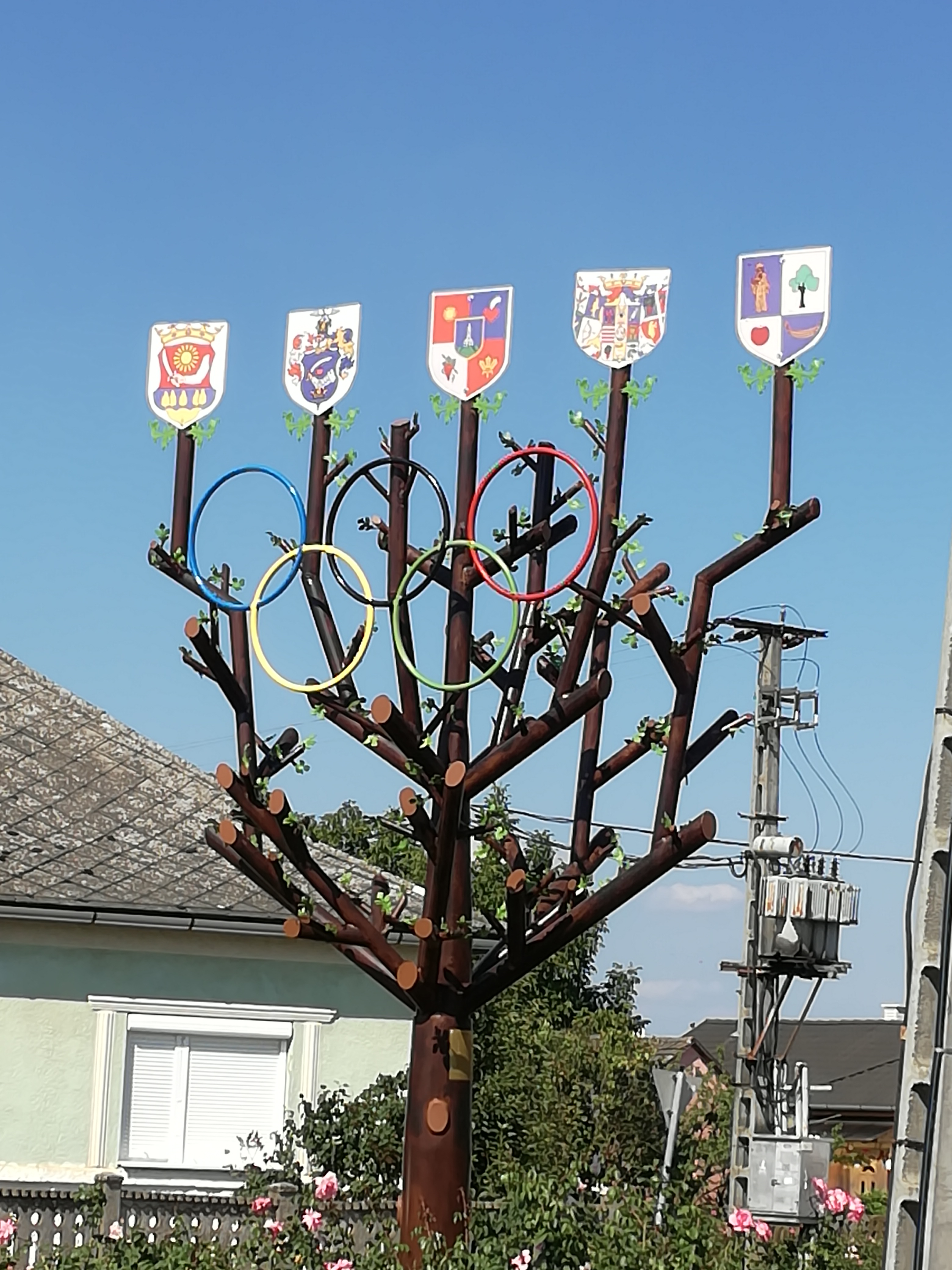
Az Olimpia Fa